# Нежода
Нежо́да   — хутор  в  Смоленской области России,  в Глинковском районе. Население – 3 жителя (2007 год)    Расположена в центральной части области  в 10 км к юго-востоку от села Глинка,  в 4,55 км севернее  автодороги Р96 Новоалександровский(А101)- Спас-Деменск — Ельня — Починок. Входит в состав Бердниковского сельского поселения.

## История
В годы Великой Отечественной войны деревня была оккупирована гитлеровскими войсками в июле 1941 года, освобождена в ходе Ельнинско-Дорогобужской операции в 1943 году. 

## Транспорт
В населённом пункте находится одноимённый железнодорожный остановочный пункт на линии Духовская — Занозная, открытый в 1899 году.